# Lambertia ericifolia
Lambertia ericifolia är en tvåhjärtbladig växtart som beskrevs av Robert Brown. Lambertia ericifolia ingår i släktet Lambertia och familjen Proteaceae. Inga underarter finns listade i Catalogue of Life.